# Arenomydas niger
Arenomydas niger is een vliegensoort uit de familie Mydidae. De wetenschappelijke naam van de soort is, geplaatst in het geslacht Cephalocera, voor het eerst geldig gepubliceerd in 1838 door Macquart.
De soort komt voor in Zuid-Afrika.